# Сент-Еньян-де-Краменій
Сент-Енья́н-де-Крамені́й (фр. Saint-Aignan-de-Cramesnil) — колишній муніципалітет у Франції, у регіоні Нормандія, департамент Кальвадос. Населення — 515 осіб (2011).
Муніципалітет був розташований на відстані близько 195 км на захід від Парижа, 14 км на південний схід від Кана.

## Історія
До 2015 року муніципалітет перебував у складі регіону Нижня Нормандія. Від 1 січня 2016 року належав до нового об'єднаного регіону Нормандія.
1 січня 2019 року Сент-Еньян-де-Краменій і Гарсель-Секвіль було об'єднано в новий муніципалітет Ле-Кастеле.

## Демографія
Динаміка населення (INSEE ):
Розподіл населення за віком та статтю (2006):
| Стать | Всього | До 15 років | 15-24 | 25-44 | 45-64 | 65-85 | Понад 85 |
| --- | ------ | ----------- | ----- | ----- | ----- | ----- | -------- |
| Чоловіки | 228    | 60          | 19    | 80    | 38    | 31    | 0        |
| Жінки | 238    | 60          | 34    | 71    | 27    | 42    | 4        |
| \| Статево-вікова піраміда \| Статево-вікова піраміда \| Статево-вікова піраміда \| \| ----------------------- \| ----------------------- \| ----------------------- \| \| Чоловіки \| Вік \| Жінки \| \| 0 \| 85 + \| 4 \| \| 4 \| 80-84 \| 12 \| \| 0 \| 75-79 \| 11 \| \| 8 \| 70-74 \| 0 \| \| 19 \| 65-69 \| 19 \| \| 4 \| 60-64 \| 4 \| \| 19 \| 55-59 \| 8 \| \| 4 \| 50-54 \| 4 \| \| 11 \| 45-49 \| 11 \| \| 38 \| 40-44 \| 26 \| \| 38 \| 35-39 \| 30 \| \| 4 \| 30-34 \| 11 \| \| 0 \| 25-29 \| 4 \| \| 4 \| 20-24 \| 8 \| \| 15 \| 15-20 \| 26 \| \| 19 \| 10-14 \| 15 \| \| 30 \| 5-9 \| 34 \| \| 11 \| 0-4 \| 11 \| |        |             |       |       |       |       |          |
| Статево-вікова піраміда |        |             |       |       |       |       |          |
| Чоловіки | Вік    | Жінки       |       |       |       |       |          |
| 0 | 85 +   | 4           |       |       |       |       |          |
| 4 | 80-84  | 12          |       |       |       |       |          |
| 0 | 75-79  | 11          |       |       |       |       |          |
| 8 | 70-74  | 0           |       |       |       |       |          |
| 19 | 65-69  | 19          |       |       |       |       |          |
| 4 | 60-64  | 4           |       |       |       |       |          |
| 19 | 55-59  | 8           |       |       |       |       |          |
| 4 | 50-54  | 4           |       |       |       |       |          |
| 11 | 45-49  | 11          |       |       |       |       |          |
| 38 | 40-44  | 26          |       |       |       |       |          |
| 38 | 35-39  | 30          |       |       |       |       |          |
| 4 | 30-34  | 11          |       |       |       |       |          |
| 0 | 25-29  | 4           |       |       |       |       |          |
| 4 | 20-24  | 8           |       |       |       |       |          |
| 15 | 15-20  | 26          |       |       |       |       |          |
| 19 | 10-14  | 15          |       |       |       |       |          |
| 30 | 5-9    | 34          |       |       |       |       |          |
| 11 | 0-4    | 11          |       |       |       |       |          |

## Економіка
2010 року серед 304 осіб працездатного віку (15—64 років) 239 були активними, 65 — неактивними (показник активності 78,6%, у 1999 році було 71,7%). З 239 активних мешканців працювало 227 осіб (116 чоловіків та 111 жінок), безробітними було 12 (7 чоловіків та 5 жінок). Серед 65 неактивних 32 особи були учнями чи студентами, 19 — пенсіонерами, 14 були неактивними з інших причин.

У 2010 році в муніципалітеті числилось 170 оподаткованих домогосподарств, у яких проживали 500,0 особи, медіана доходів виносила 18 621 євро на одного особоспоживача